# Giovanni Burgio (arcivescovo)
Giovanni Burgio (Caltagirone, XV secolo – Palermo, 16 gennaio 1469) è stato un arcivescovo cattolico, medico e politico italiano.

## Biografia
Di antica famiglia aristocratica, visse a Caltagirone nel XV secolo, primo tra i medici dell'epoca. La storiografia siciliana, incentrata sull'indagine prosopografica, ha raccolto le notizie frammentarie della sua esistenza. Il 19 giugno 1438, come testimonia un documento, risulta con la qualifica di «dottore delle arti e licenziato in medicina» e prende parte a un esame di laurea svoltosi a Padova. Più tardi, nel 1440, venne incaricato per un biennio a insegnare medicina nello Studium di Siena con uno stipendio di 100 fiorini annui. Nel 1448 e 1449 fu docente di filosofia a Catania nel nuovo Siciliae Studium Generale.
Fu l'autore di un'opera dal titolo Secreta verissima ad varios curandos morbos. Curò, guarì e ottenne la riconoscenza sia del re Alfonso V d'Aragona (1445) del quale fu consigliere e amico, sia del papa.
Nel 1447 fu inviato dalla città calatina a Gaeta presso Alfonso il Magnanimo, nella corte di intellettuali che circondava il sovrano, accanto a Lorenzo Valla, al Panormita e a tutta l'eletta schiera di umanisti riuniti dal mecenatismo reale. Inoltre, il Magnanimo autorizzò il medico siciliano a costruire dei granai nel territorio calatino e gli assegnò l'abbazia di Santa Maria di Nuovaluce, invogliandolo a scegliere la carriera ecclesiastica.
Il 7 aprile 1449, su intercessione del sovrano, Burgio fu nominato vescovo di Siponto succedendo al cardinale Bessarione, al quale poi sarebbe subentrato nella carica di vescovo di Mazara il 25 ottobre 1458. La doppia successione al Bessarione sancì con ogni probabilità forti legami di amicizia fra i due, tant'è che il Bessarione nominò pure Burgio amministratore delle sue abbazie siciliane.
Fu stimato da papa Pio II e Paolo II. Oltre ad essere vescovo di Siponto (1449-1458), dopo avere guidato la diocesi di Mazara del Vallo (1458-1467), fu promosso arcivescovo di Palermo (1467-1469).
A Caltagirone, città natale, ricoprì incarichi politici dapprima come giurato (1446-1447) e poi, sindaco di Caltagirone. Ambasciatore e procuratore generale della città, nel maggio del 1445, Burgio fu inviato dai suoi concittadini al viceré Ximen de Urrea per discutere con lui la controversia riguardante le gabelle di Caltagirone, recuperando diritti, privilegi e giurisdizioni tradizionali del Comune, ottenendo un diploma di re Giovanni II d'Aragona dato nella città di Terrasona il 3 dicembre 1464.